# Đập Mạn Loan
Đập Mạn Loan (tiếng Anh: Manwan Dam; giản thể: 漫湾大坝; phồn thể: 漫灣大壩; bính âm: Mànwān Dàbà; phiên âm Hán-Việt: Mạn Loan đại máng) là đập thủy điện lớn đầu tiên được hoàn thành trên sông Mê Kông. Đập này nằm ở huyện Vân, địa cấp thị Lâm Thương, tỉnh Vân Nam, Trung Quốc.
Đập cao 132 mét, dài 418 mét, ở cao độ 1.000 m, có thể tích 1.5484 tỷ mét khối. Con đập ngăn ngang sông Lan Thương (tên gọi sông Mê Kông trên lãnh thổ Trung Quốc) tạo ra hồ chứa nước có sức chứa 1.006 triệu mét khối, trong đó sức chứa hiệu quả là 257 triệu mét khối.
Đập và hồ chứa phục vụ cho nhà máy thủy điện Mạn Loan có công suất 1.750 MW tạo ra bởi 5 tổ máy. Giai đoạn 1 bắt đầu ngày 1 tháng 5 năm 1986 và hoàn thành ngày 5 tháng 6 năm 1995 có công suất 1.250 MW. Tổ máy đầu tiên phát điện tháng 6 năm 1993. Dự án mở rộng (giai đoạn 2) bắt đầu năm 2004 và hoàn thành năm 2007, nâng công suất thêm 250 MW.